# Баранов, Владимир Николаевич (актёр)
Влади́мир Никола́евич Бара́нов (род. 26 мая 1956, Рязань) — советский и российский актёр театра и кино. Почётный работник культуры и искусства Рязанской области (2022).

## Биография
Родился 26 мая 1956 года в Рязани, в многодетной семье, где, помимо него, росло ещё трое детей. Его мать работала экспертом-криминалистом, отец по профессии был агрономом, служил начальником областного управления сельского хозяйства (умер через 3 дня после рождения Владимира).
В 1974 году окончил рязанскую среднюю школу № 34 и отправился в Ярославль. Поступил в Ярославское театральное училище (сейчас Ярославский государственный театральный институт), где его педагогами стали народные артисты СССР Валерий Сергеевич Нельский и Фирс Ефимович Шишигин.
В 1976 году после получения диплома вошёл в труппу Ярославского театра драмы им. Ф. Г. Волкова, где прослужил три года, играя роли в спектаклях: «Серебряное копытце» по Бажову (Санчик), «Характеры» по Шукшину (Иван), «Гнездо глухаря» по пьесе Розова (Прохор), «Юность отцов» по пьесе Горбатова (Ефим), «Тревожный месяц вересень» по повести Смирнова (Человек с наганом).
В 1979 году выдающийся режиссёр, художественный руководитель Ленинградского ТЮЗа Зиновий Яковлевич Корогодский принял его в труппу театра, параллельно зачислив на третий курс своей студии в ЛГИТМиК (окончил в 1981 году).
В ТЮЗе Владимир Баранов проработал до 1996 года, потом перешёл в Молодёжный театр на Фонтанке, где проработал 3 года.
Дебют Владимира Баранова на киноэкране состоялся в 1982 году. Режиссёр Геннадий Глаголев доверил 26-летнему актёру главную роль в биографическом фильме «Разбег», посвящённом молодым годам основоположника космических полётов Сергея Павловича Королёва. Через год сыграл лётчика-истребителя Сёмушкина в знаменитых «Торпедоносцах» Арановича. В 1986 году Баранов снялся сразу в двух фильмах-катастрофах: в следующем, поставленном Глаголевым, «Размах крыльев» (пассажир, лейтенант ВВС) и в ленте Дмитрия Светозарова «Прорыв», где исполнил одну из главных ролей, проходчика Шерстобитова. В 1990 году Владимир Баранов сыграл главную роль Толяна в драме режиссёра Михаила Никитина «Новая Шахерезада», а в следующем принял участие в известной криминальной комедии «Гений» режиссёра Виктора Сергеева.
В середине 1990-х, как и большинство артистов, Баранов почти не снимался, но потом вновь стал появляться на экранах, в основном, в сериалах про криминал, хотя были и работы в комедиях.
В 1999 году перешёл в Экспериментальный театр под руководством А. А. Праудина. На его сцене он выступал более десяти лет. Сотрудничал с Театром Сатиры на Васильевском, где играл Фоку в спектакле «Бабочки…», и с Театром «Русская антреприза», играя Антона в спектакле «Любимый месяц август».
В 2013 году вернулся на родину, в Рязань и поступил в Рязанский театр юного зрителя.

## Творчество

### Роли в театре
Ярославский театр драмы им. Ф. Г. Волкова
- «Серебряное копытце» — Санчик
- «Характеры» — Иван
- «Гнездо глухаря» — Прохор
- «Юность отцов» — Ефим
- «Тревожный месяц вересень» — человек с наганом

Ленинградский ТЮЗ
- «Здравствуйте, здравствуйте, здравствуйте!» — щенок Кутя
- «Конёк-Горбунок» — отрок
- «Остановите Малахова!» — школьник
- «Весенние перевёртыши» — Дюшка
- «Бемби» — Сын, Заяц
- «Наш Чуковский» — Клоп, Зайчик, Носорожек
- «Наш цирк» — Зверёныш
- «Баллада о славном Бильбо Бэггинсе» — Карлик-гном, Торрин
- «Ронья — дочь разбойника» — воспитанник банды Маттиса
- «Пиноккио» — Бригелла, Медоро
- «Комедия ошибок» — Дромио, первый купец, юноша, ученик
- «Гибель эскадры» — юнга Кабака
- «Мамаша Кураж и её дети» — Швейцеркас
- «Покойный бес» — гробовщик Андриян Прохоров

Молодёжный театр на Фонтанке
- «Мещанин во дворянстве» — Ковель
- «Трёхгрошовая опера» — клиент
- «Иван-царевич» — царь
- «Прикосновение» — шофёр

Экспериментальная сцена
- «Крокодил» — Ваня Васильчиков
- «Сизиф и камень» — Харон
- «Урок первый. Воскресенье» — Первый
- «Бесприданница» — Кнуров
- «Царь Pjotr» — Меншиков
- «Поющие призраки» — Михаил Кузмин
- «До свидания, Золушка!» — Король
- «Дом на Пуховой опушке» — Винни-Пух
- «Русский из Чикаго» — Глузман
- «Михаил Чехов. О технике актёра» —' 'Епиходов
- «Фальшивый купон» — Смоковников, Министр Свентицкий, Старец Исидор

Рязанский ТЮЗ
- «Тринадцатая звезда» — Мики Ду
- «Принцесса и свинопас» — Император
- «Я не вернусь» — Владимир Гаврилович, заведующая детприёмником, водитель фуры
- «Русская народная почта» — В. И. Ленин
- «Ночь перед Рождеством» — Чуб
- «Зимняя сказка» — Антигон
- «Детство 45-53: а завтра будет счастье» — Сосед, Вася, Василий Иванович, батюшка, Миша
- «Хоббит» — орин Оукеншильд, Балин
- «Яр» — Дурачок
- «Марья-искусница» — Водяной
- «Убийство по ошибке» — Пол Риггс
- «Княжна Мери» — Вернер
- «№ 13» — Ричард Уилли
- «Господа Головлёвы. Маменька» — Бурмистр
- «Золотой ключик» — Папа Карло
- «Ромео и Джульетта» — Брат Лоренцо
- «Капитанская дочка» — Месье Бопре, Генерал N
- «Золотая рыбка» — Старик
- «Анна Снегина» — Мельник
- «Три желания Морозко» — Морозко
- «Идиот» — Иволгин Ардалион Александрович
- «Маленький принц» — Король, Лис
- «Садко» — Водяной-хозяин Ильмень-озера
- «Приключения Незнайки и его друзей» — Рассказчик
- «Сказка о потерянном времени» — доктор
- «Ревизор» — Антон Антонович Сквозник-Дмухановский, городничий
- «Женщина мечты» — Лев

### Фильмография
- 1982 — «Разбег» — Сергей Королёв — главная роль
- 1983 — «Парк» — дружинник (нет в титрах)
- 1983 — «Торпедоносцы» — лётчик-истребитель Сёмушкин
- 1984 — «Восемь дней надежды» — Юра Николаенко, молодой шахтёр, оказавшийся в завале
- 1985 — «Подвиг Одессы» — Ивановский
- 1986 — «Прорыв» — проходчик Валерий Шерстобитов
- 1986 — «Размах крыльев» — пассажир, лейтенант ВВС
- 1987 — «Моонзунд» — вестовой Платов
- 1988 — «Жизнь Клима Самгина» — Лаврушка
- 1990 — «Новая Шахерезада» — Толян (роль озвучивал Андрей Краско)
- 1990 — «Переход товарища Чкалова через Северный полюс» — бортмеханик
- 1991 — «Гений» — лейтенант милиции Коля Рыжов («Гениями занимается исключительно Академия наук. Или КГБ.»)
- 1992 — «Слава Богу, не в Америке…» — Андрюша
- 1992 — «Странные мужчины Семёновой Екатерины» — работник трамвайного депо
- 1993 — «Никотин» — Жан-Люк Годар
- 1997 — «Улицы разбитых фонарей»-1 («Целую, Ларин») — скупщик золота Миша Корнеев (нет в титрах)
- 1998 — «Агент национальной безопасности»-1(«Свет истины») — Лев Кучеров
- 2001 — «Начальник каруселей» — эпизод
- 2001 — «Сёстры» — дежурный в милиции
- 2001 — «Тайны следствия»-1 — начальник РУБОП Василий Кузьмич
- 2002 — «Агентство „Золотая пуля“» («Дело о заброшенной даче») — Василий Козлов
- 2002 — «У нас все дома» — мастер-травильщик Борис Евгеньевич
- 2003 — «Бабуся» — эпизод
- 2003 — «Бандитский Петербург. Арестант» — участковый, старший лейтенант Александр Блинов
- 2003 — «Русский ковчег» («Russian Ark») — Николай II
- 2003 — «Улицы разбитых фонарей»-5 — ст. лейтенант милиции, участковый Павел Николаевич Точилин
- 2003 — «Чисто по жизни» — автомеханик Валера
- 2004 — «Чёрный ворон» — председатель жюри
- 2004 — «Агентство»-2 — целитель Дубов
- 2004 — «Господа офицеры» — лесник Михаил Ильич
- 2004 — «Легенда о Тампуке» — Бондаренко
- 2004 — Опера. Хроники убойного отдела-1(«Час икс») — стукач
- 2004 — «Спецназ по-русски»-2 («Сувенир») — эпизод
- 2004 — «Улицы разбитых фонарей»-6 — ст. лейтенант милиции, участковый Павел Николаевич Точилин
- 2005 — «Братва» — капитан Плодожоров
- 2005 — «Подлинная история поручика Ржевского» — Николай Петрович Базаров / Наполеон
- 2005 — «Риелтор» — участковый
- 2005 — «Танцуют все!» — эпизод
- 2005 — «Улицы разбитых фонарей»-7 — ст. лейтенант милиции, участковый Павел Николаевич Точилин
- 2006 — «Секретные поручения» — Паршнов
- 2006 — «Синдикат» — эпизод
- 2006 — «Улицы разбитых фонарей»-8 — ст. лейтенант милиции, участковый Павел Николаевич Точилин
- 2007 — «Агитбригада „Бей врага!“» — житель деревни Слушка Витюня
- 2007 — «Группа „Zeta“» — Андреев
- 2007 — «Дюжина правосудия» — Руслан Елин
- 2007 — «Омут» — Жорик
- 2007 — «Поводырь» — врач-кардиолог
- 2007 — «Янтарный барон» — Федул Борисович
- 2008 — «Азиат» — доктор
- 2008 — «Взятки гладки» — эпизод
- 2008]— «Гаишники» («Криминальный профессор») — водитель грузовика
- 2008 — «Дилер» («Портрет императора») — Николай II
- 2008 — «Дорожный патруль 2» («Пуля для инкассатора») — врач
- 2008 — «Похороните меня за плинтусом», фильм-спектакль — «карлик-кровопийца» Толик
- 2008 — «Придел Ангела» — эпизод (в титрах не указан)
- 2008 — «Улицы разбитых фонарей»-9 — ст. лейтенант милиции, участковый Павел Николаевич Точилин
- 2009 — «Литейный»-4 («Частное дельце») — коллега
- 2009 — «Личное дело капитана Рюмина» — консьерж
- 2009 — «Любовь под грифом „Совершенно секретно“»-2 — Павел
- 2009 — «Морские дьяволы»-3 («Варяг») — дядя Ваня
- 2009 — «Смерть Вазир-Мухтара» — Николай Николаевич
- 2009 — «Фокусник» — врач
- 2009 — «Шпильки»-2 — милиционер
- 2009 — «Улицы разбитых фонарей»-10 — ст. лейтенант милиции, участковый Павел Николаевич Точилин
- 2010 — «ППС» («Юморист») — инженер
- 2011 — «Дороженька» (короткометражный) — эпизод
- 2011 — Защита свидетелей — проводник
- 2011 — «Литейный»-6 («Угроза») — пьяница
- 2011 — «Маяковский. Два дня» — эпизод
- 2011 — «Ментовские войны»-6 («Исполнитель желаний») — подполковник милиции Сан Саныч Сторожев
- 2011 — «Опергруппа»-2 — Петр Мельников
- 2011 — «Улицы разбитых фонарей»-11 — ст. лейтенант милиции, участковый Павел Николаевич Точилин
- 2011 — «Чужой район» («Ритуал») — Владимир Петров
- 2011 — «Я ему верю» («Охота за наследием») — гинеколог
- 2011 — «Я ехала домой…» — бухгалтер
- 2012 — «Зимний круиз» — участковый Павел Николаевич Точилин
- 2012 — «Улицы разбитых фонарей»-12 — ст. лейтенант милиции, участковый Павел Николаевич Точилин
- 2012 — «Хвост» — санитар морга Сивцов
- 2013 — «Дознаватель»-2 — Гвоздев
- 2013 — «Пепел» — Антоныч
- 2013 — «Улицы разбитых фонарей»-13 — ст. лейтенант милиции, участковый Павел Николаевич Точилин
- 2013 — «Чужой район»-2 («Отрава») — Владимир Александрович Попов
- 2014 — «Ленинград 46» («Чемпион города») — рыбак

Дубляж фильмов и мультфильмов
- 2004 — «Приключение Тигрули» — Винни
- 2004 — «Приключения Винни» — Винни
- 2004 — «Весенние денёчки с малышом Ру» — Винни
- 2005 — «Винни и Слонотоп» — Винни
- 2005 — «Новые приключения Винни-Пуха» — Винни-Пух (Дубляж от «Невафильма», версия первая)
- 2006 — «Большой фильм про поросёнка» — Винни
- 2007—2010 — «Мои друзья Тигруля и Винни» — Винни
- 2010 — «Новые приключения Винни-Пуха» — Винни/Второстепенные роли(1 сезон) (Дубляж от «Невафильма», версия вторая)
- 2011 — «Медвежонок Винни и его друзья» — Винни
- 2012 — «Большое приключение Пуха: В поисках Кристофера Робина» — Винни
- 2018 — «Кристофер Робин» — Винни/Взрослый Кристофер Робин(трейлеры)